# Gavin McInnes
Gavin Miles McInnes (17 de juliol de 1970) és un escriptor, actor, i comediant canadenc. És el cofundador de Vice Media (empresa de la qual va marxar el 2008), i el presentador de The Gavin McInnes Show a Compound Media. Contribueix a The Rebel Media i Taki's Magazine, i és un convidat freqüent a programes de televisió a Fox News i TheBlaze. McInnes és el cofundador de Proud Boys.
McInnes és considerat "el Padrí del moviment hipster" i un dels "arquitectes principals de la hipsterdom".